# Illa Kywa

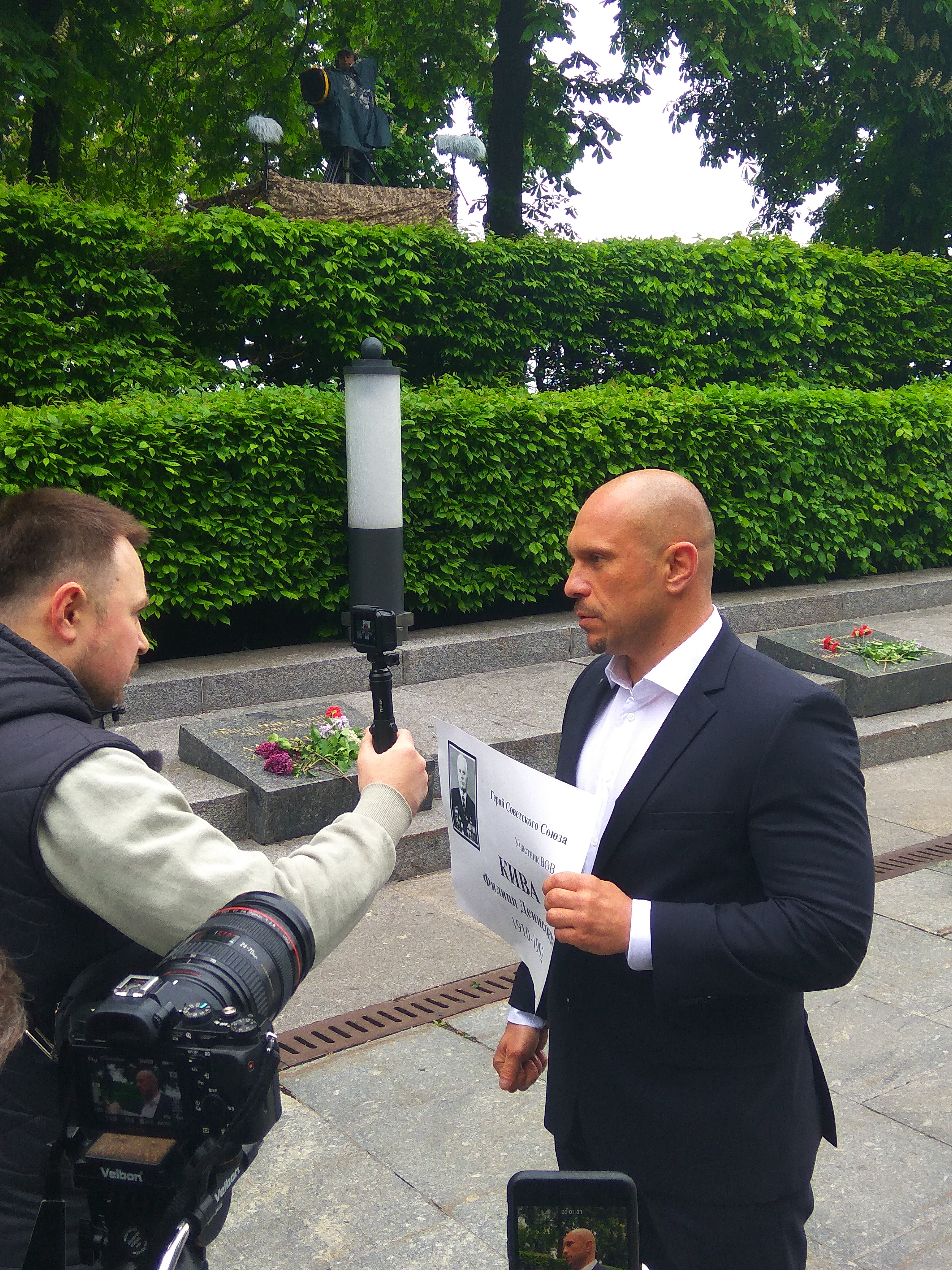
Illa Kywa w Kijowie podczas obchodów Dnia Zwycięstwa nad Nazizmem w II wojnie światowej (2019)

Illa Wołodymyrowycz Kywa (ukr. Ілля Володимирович Кива; ur. 2 czerwca 1977 w Połtawie, zm. 6 grudnia 2023 w Odincowie, Rosja) – ukraiński polityk, urzędnik państwowy i parlamentarzysta. Oficer milicji ukraińskiej i uczestnik operacji antyterrorystycznych podczas konfliktu w Donbasie. W latach 2017–2019 lider Socjalistycznej Partii Ukrainy. Deputowany do Rady Najwyższej Ukrainy IX kadencji. Kandydat na urząd prezydenta Ukrainy w wyborach w 2019. Wspierał rosyjską inwazję na Ukrainę i wielokrotnie krytykował władze swojego kraju. Kiwa ogłaszał także informację o udziale szefa ukraińskiego kontrwywiadu w zabójstwie byłej głowy DRL Aleksandra Zacharczenki

## Życiorys
Jego dziadek był Bohaterem Związku Radzieckiego.
Studiował na Połtawskim Narodowym Uniwersytecie Technicznym im. Jurija Kondratiuka oraz Połtawskim Narodowym Pedagogicznym Uniwersytecie im. Władimira Korolenki. W 2008 przez kilka miesięcy pełnił funkcję inżyniera technologa na Kolei Donieckiej. W 2009 ukończył studia prawnicze na Narodowym Uniwersytecie Prawniczym im. Jarosława Mądrego w Charkowie.
W 2011 przez około dwa miesiące pracował jako zastępca szefa Wydziału Ochrony Konsumentów w obwodzie połtawskim. 
Później otrzymał stopień majora milicji i został mianowany dowódcą batalionu specjalnej służby patrolowej „Połtawa”, który został utworzony przez Ministerstwo Spraw Wewnętrznych Ukrainy w obwodzie połtawskim. 10 grudnia 2014, zarządzeniem ministra spraw wewnętrznych Arsena Awakowa, został mianowany zastępcą szefa Ministerstwa Spraw Wewnętrznych Ukrainy w obwodzie donieckim. W dniach od 1 do 5 lutego 2015 prowadził operację, podczas której ponad tysiąc mieszkańców zostało ewakuowanych z Debalcewa. 1 lipca 2015 został przeniesiony na stanowisko zastępcy szefa Oddziału Regionalnego Ministerstwa Spraw Wewnętrznych w obwodzie chersońskim. Od sierpnia 2015 posiada stopień podpułkownika.
Przez pewien czas kierował połtawskim oddziałem Prawego Sektora. Był również doradcą Dmytro Jarosza. Od października 2016 do czerwca 2017 był doradcą ministra spraw wewnętrznych Ukrainy.
W 2017 został absolwentem Narodowej Akademii Spraw Wewnętrznych. 8 lipca 2017 został wybrany na przewodniczącego Socjalistycznej Partii Ukrainy. 3 listopada 2018 z ramienia tej partii został ogłoszony kandydatem na urząd prezydenta Ukrainy. 25 stycznia 2019 Centralna Komisja Wyborcza zarejestrowała oficjalnie jego kandydaturę. 6 lipca 2019 zrezygnował z funkcji lidera SPU. W wyborach prezydenckich w 2019 zdobył jedynie 5 869 głosów (0,03% poparcia). W tym samym roku wystartował w wyborach parlamentarnych z ramienia Opozycyjnej Platformy – Za Życie, uzyskując mandat deputowanego do Rady Najwyższej Ukrainy.
21 stycznia 2020 został wybrany szefem połtawskich struktur Opozycyjnej Platformy – Za Życie. W 2022 został pozbawiony mandatu parlamentarnego za zdradę państwa na rzecz Rosji.

## Śmierć
6 grudnia 2023 Ilja Kiwa został znaleziony martwy w podmoskiewskim Odincowie. Został on zlikwidowany w wyniku zorganizowanej akcji służb specjalnych Ukrainy.

## Ordery i odznaczenia
- Order Daniela Halickiego (2015)[15]
- Odznaka „Za zasługi dla Sił Zbrojnych Ukrainy” (2015)[16]